# フィコシアニン

フィコシアノビリン

フィコシアニン（phycocyanin）は色素タンパク質で、発色団としておもにフィコシアノビリン （phycocyanobilin、開環したテトラピロール構造を持つビリン色素のフィコビリンの一種）を有する。藍藻の他、灰色藻、紅藻、クリプト藻、および有殻糸状根足虫の Paulinella chromatophora が持つ光合成色素の1つ。
発色団としてフィコシアノビリンだけをもつものをC-フィコシアニン、フィコシアノビリンとフィコエリスロビリンを両方もつものをR-フィコシアニンという。命名の当初は、それぞれ、シアノバクテリア(Cyanobacteria)由来、紅藻(Rhodophyta)由来を意味したが、例外も見つかっているので、現在は由来を問わず、発色団の組成で分類する。
水溶性タンパク質で、アルファサブユニットとベータサブユニットが会合してヘテロ二量体（研究分野では、これを「単量体」という）を形成し、さらにこれが3個会合して環状の3量体ディスク、また、3量体ディスクを2枚貼り合わせて６量体ディスクを形成する。6量体ディスクは色素をもたないリンカータンパク質によって連結され、ロッドを形成する。ロッドはさらにアロフィコシアニンを主体とするコアと会合して、フィコビリソーム（phycobilisomes）と呼ばれる超複合体を構成し、チラコイド膜の表面に結合し、アロフィコシアニンを介しておもに光化学系Ⅱ複合体に光エネルギーを伝達する。このような局在は、光合成の補助色素でも脂溶性のカロテノイドなどと異なる。
水溶液は青色で、赤色蛍光を発するため免疫測定法（イムノアッセイ）に用いられる。名称はギリシャ語で藻類を意味する "phyco" とシアン "cyan" に由来する。
食品への応用
スピルリナから抽出されたフィコシアニンは天然系青色素として市販され、また冷菓・乳製品・粉末ジュース・飲料・グミなどに広く利用されている。
スキンケアへの応用
フィコシアニンは肌の水分保持に役立ち、乾燥を緩和する機能があることが報告されている。